# Omega2 Aquarii
Omega2 Aquarii (ω2 Aquarii / 105 Aquarii) es una estrella en la constelación de Acuario de magnitud aparente +4,48.
Se encuentra a una  distancia de 149 años luz del sistema solar, siendo el error en dicha medida del 1,2 %.
Omega2 Aquarii es una estrella blanco-azulada de la secuencia principal de tipo espectral B9V, también catalogada como B9.5V.
Tiene una temperatura efectiva de 10 011 K, siendo su luminosidad 40 veces superior a la luminosidad solar.
Su radio es 2,2 veces más grande que el del Sol y, como otras estrellas análogas, gira sobre sí misma a gran velocidad.
Diferentes estudios dan un valor comprendido entre 148 y 160 km/s para su velocidad de rotación proyectada, lo que conlleva que su período de rotación sea de solo medio día.
Omega1 Aquarii presenta una metalicidad inferior a la del Sol en un 25 % ([Fe/H] = -0,13).
Todos los metales evaluados muestran niveles más bajos que los solares, siendo el calcio —entre los elementos evaluados— el más deficitario ([Ca/H] = -0,40).
Posee una masa de 2,46 masas solares y apenas ha recorrido el 18 % de su trayectoria como estrella de la secuencia principal.
Entre las estrellas que están a menos de 50 pársecs del sistema solar, es una de las cien más brillantes en la región de rayos X; su luminosidad en esa región del espectro es de 11,96 × 1022 W.
Se ha sugerido que Omega2 Aquarii podría ser una binaria espectroscópica.
Por otra parte, parece estar físicamente ligada a una estrella de magnitud +10,6 separada visualmente de ella 5,7 segundos de arco.
Esta compañera estelar puede ser una enana naranja de tipo KVe.